# Деладоншам, Пьер
Пьер Деладоншам (фр. Pierre Deladonchamps; род. 1 июня 1978, Нанси, Франция) — французский актёр. Лауреат премии «Сезар» 2014 года как лучший молодой актёр года.

## Биография
Пьер Деладоншам родился 1 июня 1978 года в Нанси, Франция. Его мать была учителем в средней школе. Окончил Lycée Georges-de-La-Tour в Меце, бизнес-школу в Нанси и в 2011 году — актёрские курсы Cours Florent в Париже.
Актёрскую карьеру Деладоншам начал со съемок в телесериалах. В 2013 году он сыграл свою первую большую роль в фильме Алена Гироди «Незнакомец у озера», за которую получил премию «Сезар» как лучший молодой актёр года. В 2016 году за главную роль в фильме «Сын Жана» Пьер получил номинацию на «Сезар». Годом ранее он получил степень Кавалера ордена Искусств и Литературы от правительства Франции.
В 2017-м Деладоншам снялся в главной роли в фильме «Наши сумасшедшие годы», в 2018-м – исполнил одну из основных ролей в комедии «Семейная фотография» с Ванессой Паради.
В 2019-м актера можно было увидеть в комедии «Нотр-Дам», в 2020-м – в главной роли в драматическом триллере «Негодяй».
В начале октября 2021 года в российский прокат выйдет историческая мелодрама «Эйфель» при участии Пьера Деладоншама.

## Фильмография
| Год  |   | Русское название      | Оригинальное название        | Роль          |
| ---- | - | --------------------- | ---------------------------- | ------------- |
| 2008 | ф | На скейте от смерти   | Skate or Die                 | полицейский   |
| 2013 | ф | Незнакомец у озера    | L'Inconnu du lac             | Франк         |
| 2016 | ф | Вечность              | Éternité                     | Шарль         |
| 2016 | ф | Сын Жана              | Le Fils de Jean              | Матье Капелье |
| 2017 | ф | Наши сумасшедшие годы | Nos années folles            | Пол Граппе    |
| 2018 | ф | Семейная фотография   | Photo de famille             | Мао           |
| 2018 | ф | Прости, ангел         | Plaire, aimer et courir vite | Жак           |
| 2018 | ф | Щекотка               | Les Chatouilles              | Жильбер Миге  |
| 2018 | ф | Ветер перемен         | Le vent tourne               | Алекс         |
| 2019 | ф | Нотр-Дам              | Notre-Dame                   |               |
| 2021 | ф | Эйфель                | Eiffel                       | Антуан Рестак |
| 2024 | с | Модный дом            | La Maison                    | Виктор Лёдю   |

## Награды и номинации
| Год                | Категория                            | Фильм              | Результат |
| ------------------ | ------------------------------------ | ------------------ | --------- |
| Премия «Люмьер»    |                                      |                    |           |
| 2014               | Многообещающий молодой актёр         | Незнакомец у озера | Номинация |
| 2017               | Лучший актёр                         | Сын Жана           | Номинация |
| Премия «Сезар»     |                                      |                    |           |
| 2014               | Самый многообещающий актёр           | Незнакомец у озера | Победа    |
| 2017               | Лучший актёр                         | Сын Жана           | Номинация |
| Премия CinEuphoria |                                      |                    |           |
| 2014               | Лучший актёр                         | Незнакомец у озера | Номинация |
| 2014               | Лучший дуэт (вместе с Кристофом Пау) | Незнакомец у озера | Номинация |
| 2014               | Лучший актёр — награда аудитории     | Незнакомец у озера | Победа    |